# Говь-Угтаал
Говь-Угтаал — сомон у Середньогобійському аймаці Монголії. Територія 2,7 тис. км², населення 1,85 тис. осіб, центр — селище Хажуу-Ус, розташовано за 100 км від міста Мандалговь та за 240 км від Улан-Батора.

## Рельєф
Гори Ерлог (1706 м), Іх-газрин-чулуу, Іх-Угтаал тощо. Озера Бор, Шат, Дарвагай, Гурван-Делгер.

## Клімат
Середня температура січня −19 градусів, липня +20 градусів, щорічна норма опадів 180 мм.

## Економіка
Запаси кам'яного вугілля, кришталю, яшми, плавикового шпату, залізної руди, мідної руди, кремнію.

## Тваринний світ
Водяться корсаки, лисиці, вовки, рисі, борсуки.

## Соціальна сфера
Школа, лікарня, торговельно-культурні центри.